# Ness (fleuve)
Pour les articles homonymes, voir Ness.
Ne doit pas être confondu avec Loch Ness.
 (juillet 2014).
Si vous disposez d'ouvrages ou d'articles de référence ou si vous connaissez des sites web de qualité traitant du thème abordé ici, merci de compléter l'article en donnant les références utiles à sa vérifiabilité et en les liant à la section « Notes et références ».
La Ness (Abhainn Nis en gaélique écossais) est un fleuve d'Écosse s'écoulant depuis le Loch Ness et débouchant à Inverness dans le Moray Firth, au nord. C'est une rivière très saumoneuse. Le château d'Inverness se trouve sur une colline surplombant le fleuve au centre de la cité. Plusieurs îles sont présentes dans le fleuve en amont d'Inverness.

## Hyddronymie
L'étymologie de l'hydronyme Ness reste discutée (grammatici certant).

## Cours
Conventionnellement, le cours de la Ness part du barrage de Dochgarroch au débouché du Loch Dochfour. À Carnarc Point, en rive ouest, la rivière se déverse dans la partie est du golfe de Beauly, prolongement du Moray Firth, à Kessock. La section nord du Canal calédonien tantôt emprunte une partie du cours de la Ness, tantôt en forme une dérivation.

## Sources
- (en) Cet article est partiellement ou en totalité issu de l’article de Wikipédia en anglais intitulé « River Ness » (voir la liste des auteurs).